# Pyromania (chanson)
Pour les articles homonymes, voir Pyromania.
Singles de Cascada
Dangerous
(2009) San Francisco
(2011)
Pyromania est un titre du groupe Cascada, dont le single est sorti en Allemagne le 19 mars 2010. Il s'agit d'un titre de l'album Original Me. Le titre figure sur la réédition française de Evacuate the Dancefloor en version Radio Edit et aussi en remix  avec Spencer and Hill.

## Clip vidéo
Le single Pyromania a fait l'objet d'un clip vidéo, vu la première fois sur YouTube le 16 février 2010. Il a été vu pour la première fois à la télévision sur Clubland TV le 17 février 2010.

## Liste des pistes
12" vinyle
- A1. Pyromania (Wideboys Stadium Mix)
- A2. Pyromania (Original Mixshow)
- B1. Pyromania (Spencer and Hill Airplay Mix)
- B2. Pyromania (Frisco Remix)

CD single
1. Pyromania (Radio Edit)
2. Pyromania (Spencer and Hill Airplay Remix)

CD single promotionnel
1. Pyromania (Radio Edit)
2. Pyromania (Extended Mix)
3. Pyromania (Cahill Radio Edit)
4. Pyromania (Cahill Club Mix)
5. Pyromania (Frisco Club Remix)
6. Pyromania (Spencer and Hill Airplay Remix)
7. Pyromania (Wideboys Stadium Remix)

## Classement hebdomadaire
| Classement (2010)              | Meilleure position |
| ------------------------------ | ------------------ |
| Autriche (Ö3 Austria Top 40)   | 1                  |
| Tchéquie (IFPI Rádio)          | 8                  |
| France (SNEP)                  | 2                  |
| Allemagne (Media Control AG)   | 21                 |
| Pays-Bas (Nederlandse Top 40)  | 29                 |
| Pologne (Dance Top 50)         | 23                 |
| Écosse (OCC)                   | 38                 |
| Royaume-Uni (UK Dance Chart)   | 8                  |
| Royaume-Uni (UK Singles Chart) | 60                 |

## Historique de sortie
| Pays        | Date de sortie   | Label   |
| ----------- | ---------------- | ------- |
| Allemagne   | 16 mars 2010     | Zooland |
| Royaume-Uni | 3 mai 2010       | AATW    |
| États-Unis  | 16 décembre 2011 | Zooland |
| France      | 2 août 2010      | Zooland |